# ARV-A-L
ARV-A-L или ARV-L (/ˈeɪˈɑrˈwiˈeɪˈɛl/, произносится «Эй-Ар-Ви[-Эй]-Эл»; аббр. от англ. Armed Robotic Vehicle Assault Light — «вооружённая роботизированная машина штурмовая лёгкая», по классификации Армии США — XM1219, также использовался вариант названия MULE-ARV — по наименованию платформы) — полноприводная роботизированная боевая разведывательная машина повышенной проходимости на платформе MULE, предназначавшаяся для обеспечения огневой поддержки мотопехотных подразделений и ведения тактической разведки в интересах общевойсковых батальонов бригадных тактических групп нового типа (БТГр) Сухопутных войск США. После свёртывания государственной программы перевооружения Future Combat Systems 23 июня 2009 г., проект ARV-A-L какое-то время дорабатывался в рамках программы Early Infantry Brigade Combat Team, которая, в свою очередь, была свёрнута Министерством обороны США 3 февраля 2011 г., а окончательный отказ от проекта ARV-A-L был обнародован 2 августа 2011 г. в соответствии с приказом командующего Армией США от 29 июля 2011 г.

## Производственный план
Согласно подписанному 6 апреля 2009 г. производственному плану выпуска роботизированных и беспилотных систем военного назначения, научно-исследовательские и опытно-конструкторские работы по проекту ARV-A-L должны были продолжаться в период 2009–2017 гг. Серийное производство ARV-A-L предполагалось начать в 2014 г. и продолжать до 2032 г. Постановка на вооружение первых боевых машин была запланирована на 2015 г., на вооружении ARV-A-L должна была находиться, по меньшей мере, до 2034 г. Согласно предварительному заказу предполагалось изготовить 702 машины.

## Техническое описание
Управление машиной и наведение бортовых вооружений на цель осуществлялось дистанционно оператором посредством компактного универсального пульта управления (англ. Common Controller, разрабатывавшегося в рамках смежной программы опытно-конструкторских работ), оснащённого дисплеем с пользовательским интерфейсом, на котором отображалась боевая обстановка, — панорама местности, попавшая в сектор обзора видеокамеры наблюдения, — передаваемая в виде цветного изображения по беспроводному радиоканалу с видеокамеры, а также других цифровых записывающих устройств и датчиков бортовой аппаратуры. Помимо ARV-A-L универсальный пульт управления одинаково подходил для управления другими беспилотными роботизированными средствами БТГр, что и определяло его универсальность.

## Бортовое оборудование
Помимо универсального оборудования, общего для машин на платформе MULE, ARV-A-L оснащалась следующим оборудованием:
- Выдвижная перископическая труба для обзора местности и размещения датчиков;
- Электронно-оптическая и инфракрасная станция наземной разведки средней дальности действия (Medium Range EO/IR);
- Аппаратура разведки, наблюдения и наведения на цели (RSTA);
- Аппаратура РХБ-распознавания воздуха и оповещения (ACADA);
- Система распознавания и идентификации целей «свой—чужой» (Target Recognition System);
- Система управления огнём (Fire Control System);
- Постановщик дымовых помех M6 (Countermeasure Discharger);
- Набор разграждения (Obstacle Breaching Kit);
- Другое контрольно-измерительное оборудование.

## Вооружение
- Единый пулемёт M240 под патрон 7,62 × 51 мм: эффективная дальность стрельбы — 1800 м, возимый боекомплект — 1200 патронов, вес возимого боекомплекта — 30,6 кг или;
- Автоматический гранатомёт XM307 под гранаты 25 × 59 мм: эффективная дальность стрельбы — 2000 м, возимый боекомплект — 300 гранат, вес возимого боекомплекта — 15 кг и;
- Противотанковый ракетный комплекс с четырьмя ракетами:

- FGM-148 Javelin P3I (перспективный, разработка отменена): эффективная дальность стрельбы — 4000 м, вес возимого боекомплекта — 64 кг;
- CKEM (перспективный, разработка отменена): эффективная дальность стрельбы — 5000 м (по бронеобъектам), вес возимого боекомплекта — 180 кг.

## Роботехника
Сама по себе ARV-A-L выступала как носитель (матка) для других малогабаритных роботизированных средств: беспилотных летательных аппаратов разведки и целеуказания, а также миниатюрных инженерных роботов на гусеничной базе:
- БПЛА разведки и целеуказания Allied Aerospace/MicroCraft iSTAR OAV вертикального взлёта и посадки для ведения воздушной разведки в интересах взвода, определения оптимального маршрута движения пехоты и приданных средств, дальность полёта — до 2000 м, максимальная взлётная масса — 38,5 кг;
- Многоцелевой робот iRobot 310 SUGV (XM1216) для ведения разведки в зданиях, сооружениях и труднодоступных местах, обзора боевой обстановки, обнаружения и наведения на цели управляемых вооружений, обследования зданий, сооружений, помещений и прилегающей территории на предмет наличия инженерных заграждений и взрывоопасных предметов, с последующим разминированием/нейтрализацией обнаруженных предметов, вызывающих подозрение, дальность действия — до 1000 м, вес (без дополнительного оборудования) — 13,2 кг;
- других малогабаритных и миниатюрных роботизированных средств поддержки пехоты.

## Войсковые испытания
Задействование ARV-A-L, наряду с другими роботизированными машинами на платформе MULE, было предусмотрено планом командно-штабных учений Caspian Guard, запланированных к проведению Европейским командованием вооружённых сил США в Республике Азербайджан в 2015 г., где, согласно легенде учений, американским войскам предстояло противостоять наступательным действиям подразделений мотострелковой бригады противника в Прикаспийском регионе (в условиях малонаселённой или незаселённой горно-пустынной местности, а также в условиях городской застройки), по условиям учений от них требовалось обеспечить безопасность четырёх авиабаз, отразить и уничтожить противника. По сценарию учений, действия разворачивались преимущественно в столице страны — Баку, занятой неприятельскими силами, и прилегающих к ней районах. Перед мотопехотными подразделениями воинского контингента США, оснащёнными ARV-A-L, были поставлены следующие задачи:
- Выдвинуться к месту проведения операции в светлое время суток из пункта дислокации, расположенного на территории Азербайджана или сопредельного дружественного государства, по прибытии подготовить привлечённые силы и средства к действиям в тёмное время суток;
- Осуществить переброску боевых разведывательных машин по воздуху в район оперативного предназначения, на внешней подвеске многоцелевых вертолётов UH-60 и на борту тяжёлых транспортных вертолётов CH-47;
- Реализовать развединформацию, полученную со средств наземной и воздушной тактической и оперативной разведки;
- Осуществить зачистку местности вдоль намеченного маршрута движения основных сил американской сухопутной группировки;
- Во взаимодействии с армейской авиацией соединения и ударными вертолётами RAH-66 занять стратегически важную переправу — мост Табур — и командные высоты восточнее него;
- Подавить огневые точки, укреплённые узлы обороны и отдельные очаги сопротивления противника в заданном районе;
- Применяя средства активной маскировки поставить газодымовые завесы и проникнуть вглубь боевых порядков противника, преодолев внешний периметр его системы огня, обеспечив безопасное продвижение пехоты;
- Выбить противника из занимаемых им населённых пунктов и отдельных районов в них;
- Уничтожить все силы противника в заданном районе (в Баку и прилегающих районах).

Проведению испытаний помешало прекращение финансирования программы заказчиком и сложная военно-политическая ситуация в регионе.

## Сравнительная характеристика
| Общие сведения и сравнительная тактико-техническая характеристика машин на базе роботизированной транспортной платформы MULE, разрабатывавшихся в рамках проектов MULE и ARV целевых программ перевооружения Армии США Future Combat Systems (FCS) и Early Infantry Brigade Combat Team (E-IBCT) | Общие сведения и сравнительная тактико-техническая характеристика машин на базе роботизированной транспортной платформы MULE, разрабатывавшихся в рамках проектов MULE и ARV целевых программ перевооружения Армии США Future Combat Systems (FCS) и Early Infantry Brigade Combat Team (E-IBCT) | Общие сведения и сравнительная тактико-техническая характеристика машин на базе роботизированной транспортной платформы MULE, разрабатывавшихся в рамках проектов MULE и ARV целевых программ перевооружения Армии США Future Combat Systems (FCS) и Early Infantry Brigade Combat Team (E-IBCT) | Общие сведения и сравнительная тактико-техническая характеристика машин на базе роботизированной транспортной платформы MULE, разрабатывавшихся в рамках проектов MULE и ARV целевых программ перевооружения Армии США Future Combat Systems (FCS) и Early Infantry Brigade Combat Team (E-IBCT) | Общие сведения и сравнительная тактико-техническая характеристика машин на базе роботизированной транспортной платформы MULE, разрабатывавшихся в рамках проектов MULE и ARV целевых программ перевооружения Армии США Future Combat Systems (FCS) и Early Infantry Brigade Combat Team (E-IBCT) | Общие сведения и сравнительная тактико-техническая характеристика машин на базе роботизированной транспортной платформы MULE, разрабатывавшихся в рамках проектов MULE и ARV целевых программ перевооружения Армии США Future Combat Systems (FCS) и Early Infantry Brigade Combat Team (E-IBCT) | Общие сведения и сравнительная тактико-техническая характеристика машин на базе роботизированной транспортной платформы MULE, разрабатывавшихся в рамках проектов MULE и ARV целевых программ перевооружения Армии США Future Combat Systems (FCS) и Early Infantry Brigade Combat Team (E-IBCT) | Общие сведения и сравнительная тактико-техническая характеристика машин на базе роботизированной транспортной платформы MULE, разрабатывавшихся в рамках проектов MULE и ARV целевых программ перевооружения Армии США Future Combat Systems (FCS) и Early Infantry Brigade Combat Team (E-IBCT) | Общие сведения и сравнительная тактико-техническая характеристика машин на базе роботизированной транспортной платформы MULE, разрабатывавшихся в рамках проектов MULE и ARV целевых программ перевооружения Армии США Future Combat Systems (FCS) и Early Infantry Brigade Combat Team (E-IBCT) |
| Наименование машины | Наименование машины | MULE-T | MULE-C | ARV-A-L | ARV-A | ARV-H | ARV-R | Crusher |
| --- | --- | --- | --- | --- | --- | --- | --- | --- |
| Индекс заказчика | Индекс заказчика | XM1217 | XM1218 | XM1219 | индекс не присваивался | индекс не присваивался | индекс не присваивался | индекс не присваивался |
| Изображение | | | | | | | | |
| Назначение | Назначение | транспортная | инженерная | боевая разведывательная | боевая | боевая | боевая разведывательная | многоцелевая |
| База | База | колёсная | колёсная | колёсная | колёсная | гусеничная | колёсная | колёсная |
| База | База | колёсная | гусеничная | колёсная | колёсная | гусеничная | колёсная | колёсная |
| Головная организация (генподрядчик работ) | Головная организация (генподрядчик работ) | Lockheed Martin Missiles and Fire Control Systems, Inc. | Lockheed Martin Missiles and Fire Control Systems, Inc. | Lockheed Martin Missiles and Fire Control Systems, Inc. | BAE Systems, Inc. | BAE Systems, Inc. | BAE Systems, Inc. | CMU |
| Государственный контракт | дата заключения | 18 августа 2003 | 18 августа 2003 | 18 августа 2003 | 15 августа 2005 | 15 августа 2005 | 15 августа 2005 | |
| Государственный контракт | дата расторжения | 2009 | 2009 | 2010 | 8 февраля 2007 | | 8 февраля 2007 | |
| Задействованные структуры (субподрядчики) | разработчик | Teledyne Brown Engineering, Inc. | Teledyne Brown Engineering, Inc. | Teledyne Brown Engineering, Inc. | United Defense Industries, Inc. | United Defense Industries, Inc. | United Defense Industries, Inc. | NREC |
| Задействованные структуры (субподрядчики) | система автономной навигации | General Dynamics Robotics Systems, Inc. | General Dynamics Robotics Systems, Inc. | General Dynamics Robotics Systems, Inc. | General Dynamics Robotics Systems, Inc. | General Dynamics Robotics Systems, Inc. | General Dynamics Robotics Systems, Inc. | General Dynamics Robotics Systems, Inc. |
| Задействованные структуры (субподрядчики) | бортовая аппаратура и программное обеспечение | Austin Info Systems, Inc., Raytheon Co., Textron Systems Corp. | Austin Info Systems, Inc., Raytheon Co., Textron Systems Corp. | Austin Info Systems, Inc., Raytheon Co., Textron Systems Corp. | Austin Info Systems, Inc., Raytheon Co., Textron Systems Corp. | Austin Info Systems, Inc., Raytheon Co., Textron Systems Corp. | Austin Info Systems, Inc., Raytheon Co., Textron Systems Corp. | |
| Задействованные структуры (субподрядчики) | бортовая аппаратура и программное обеспечение | | Omnitech Robotics International LLC | | | | | |
| Задействованные структуры (субподрядчики) | системный интегратор | Boeing Co., Science Applications International Corp. | Boeing Co., Science Applications International Corp. | Boeing Co., Science Applications International Corp. | Boeing Co., Science Applications International Corp. | Boeing Co., Science Applications International Corp. | Boeing Co., Science Applications International Corp. | Boeing Co., Science Applications International Corp. |
| Программа опытно-конструкторских работ | Программа опытно-конструкторских работ | Multifunction Utility/Logistics and Equipment | Multifunction Utility/Logistics and Equipment | Multifunction Utility/Logistics and Equipment | Armed Robotic Vehicle | Armed Robotic Vehicle | Armed Robotic Vehicle | Armed Robotic Vehicle |
| Общая стоимость программы НИОКР, млн долл. | Общая стоимость программы НИОКР, млн долл. | 261,7 | 261,7 | 261,7 | 318,3 | 318,3 | 318,3 | 35 |
| Госзаказ на серийное производство, ед. | Госзаказ на серийное производство, ед. | 567 | 477 | 702 | 675 | 675 | 675 | н/д |
| Парк бригады нового состава по штату, ед. | Парк бригады нового состава по штату, ед. | 90 | 90 | 18 | 18 | н/д | 27 | н/д |
| Боевая масса, кг | Боевая масса, кг | 3323 | 3323 | 3175 | 9300 | 13000 | 8437 | 6350 |
| Габариты | длина, мм | 4340 | 4353,56 | 4353,56 | 4470,4 | 6019,8 | 4470,4 | 5105,4 |
| Габариты | ширина, мм | 2242,82 | 2413 | 2242,82 | 2514,6 | 2514,6 | 2514,6 | 2590,8 |
| Габариты | высота, мм | 1968,5 | 2524,76 | 2567,94 | 2451,1 | 2451,1 | 2451,1 | 1524 |
| Ходовые качества | скорость по шоссе, км/ч | 65 | | | | | | |
| Ходовые качества | скорость по пересечённой местности, км/ч | 48 | | | | | | 42 |
| Ходовые качества | запас хода по шоссе, км | 200 | 200 | 200 | 400 | 400 | 400 | |
| Ходовые качества | запас хода по пересечённой местности, км | 100 | 100 | 100 | | | | |
| Вооружение на борту | стрелково-пушечное | не предусматривалось | не предусматривалось | 25-мм автоматический гранатомёт XM307 или | 30/40-мм автоматическая пушка Mk 44 или другая аналогичного типа и | 30/40-мм автоматическая пушка Mk 44 или другая аналогичного типа и | 25-мм автоматический гранатомёт XM307 или | 12,7-мм крупно-калиберный тяжёлый пулемёт M2HB |
| Вооружение на борту | стрелково-пушечное | не предусматривалось | не предусматривалось | 7,62-мм единый пулемёт M240 | | | | 12,7-мм крупно-калиберный тяжёлый пулемёт M2HB |
| Вооружение на борту | управляемое ракетное | не предусматривалось | не предусматривалось | 4 × ПТУР FGM-148 Javelin P3I (разрабатывалась) или | 4 × ПТУР AGM-114 Hellfire или | 4 × ПТУР AGM-114 Hellfire или | не предусматривалось | не предусматривалось |
| Вооружение на борту | управляемое ракетное | не предусматривалось | не предусматривалось | 4 × ПТУР CKEM (разрабатывалась) | 4 × ПТУР AGM-169 Joint Common Missile (разрабатывалась) | 4 × ПТУР AGM-169 Joint Common Missile (разрабатывалась) | не предусматривалось | не предусматривалось |
| Система управления | Система управления | автономная навигационная система ANS + радиокомандное управление AN/PSW-2 | автономная навигационная система ANS + радиокомандное управление AN/PSW-2 | автономная навигационная система ANS + радиокомандное управление AN/PSW-2 | автономная навигационная система ANS + радиокомандное управление AN/PSW-2 | автономная навигационная система ANS + радиокомандное управление AN/PSW-2 | автономная навигационная система ANS + радиокомандное управление AN/PSW-2 | автономная навигационная система ANS + радиокомандное управление AN/PSW-2 |
| Источники информации - Griffin, Terry. Unmanned Ground Vehicles (англ.) (недоступная ссылка — история). // Army AL&T Magazine : Acquisition, Logistics & Technology. — Fort Belvoir, VA: ASAALT, January-February 2004. — P.42–43 — ISSN 0892-8657. - BAE Systems Contract For FCS Armed Robotic Vehicle Rises to $311.3M (англ.) (недоступная ссылка — история). (электронный ресурс) // Defense Industry Daily : Department of Defense & Industry Daily News. — Defense Industry Daily, LLC, August 18, 2005. - Teledyne Brown Engineering Awarded Future Combat Systems (FCS) Subcontract for $1.5 million Takes Advantage of Strategic Strengths in Modeling and Simulation (англ.). (электронный ресурс) // Teledyne Technologies Official Web-site. — Huntsville, Alabama: Teledyne Technologies Incorporated, September 10, 2004. - Nance, Scott. BAE Systems Wins $122.3 Million FCS Pact (англ.). // Defense Today : August 16, 2005. — Vol.26 — No.156 — P.1-2. - Hearing on National Defense Authorization Act for Fiscal Year 2007 and Oversight of Previously Authorized Programs before the Committee on Armed Services, House of Representatives, 109th Congress, 2nd Session: Tactical Air and Land Forces Subcommittee, Hearing on Future Combat Systems, Modularity and Force Protection Initiatives, April 4, 2006 (англ.). — H.A.S.C. No. 109-74 — Washington, D.C.: U.S. Government Printing Office, 2006. — Vol.4 — P.93–94,117 — 148 p. - UPI: UGCV PerceptOR Integration : UGCV PerceptOR Integration Crusher (англ.). — Pittsburgh, PA: National Robotics Engineering Center, 2006. — 4 p. - Crusher Unmanned Ground Combat Vehicle Unveiled (англ.). — Arlington, VA: Defense Advanced Research Projects Agency, April 28, 2006. — 2 p. - Lussier, Frances M. The Army's Future Combat Systems Program and Alternatives (англ.). — Congressional Budget Office Study. — Washington, D.C.: U.S. Government Printing Office, August 2006. — P.24–25,30 — 107 p. — (A CBO Study). - Development and Utilization of Robotics and Unmanned Ground Vehicles (англ.). — Washington, D.C.: Office of the Under Secretary of Defense, October 2006. — 58 p. - Armed Robotic Vehicle (ARV) BAE Systems (англ.). (электронный ресурс) // Defense Update : International, Online Defense Magazine, 2007. - Byers, D. Brian. Multifunctional Utility/Logistics and Equipment (MULE) Vehicle Will Improve Soldier Mobility, Survivability and Lethality (англ.) // Army AL&T Magazine : Acquisition, Logistics & Technology. — Fort Belvoir, VA: ASAALT, April-June 2008. — Special Issue: Future Combat Systems — Cornerstone of Army Modernization. — P.27–29 — ISSN 0892-8657. - Office of the Secretary of Defense Unmanned Systems Roadmap (2009–2034) (англ.). — Washington, D.C.: Office of the Secretary of Defense, 2009. — P.113,118,127 — 195 p. - Connors, Shaun C. ; Foss, Christopher F. Jane’s Military Vehicles and Logistics 2011–2012 (англ.). — 32nd Rev. ed. — L.: Jane’s Information Group, 2011. — 1035 p. — ISBN 978-0-7106-2952-4. - Cancellation of the Army’s Autonomous Navigation System (англ.). — GAO Report No. GAO-12-851R. — Washington, D.C.: U.S. Government Accountability Office, August 2, 2012. — P.3 — 10 p. | | | | | | | | |